# Efter stormen (film, 1997)
Efter stormen är en dramatisering av det första landstingsmötet efter införandet av Ålands självstyrelse 1920. Filmen finansierades av Föreningarna Nordens förbunds Nordliv-projekt med ekonomiskt stöd från Nordiska ministerrådet, och hade premiär 1997. Flera av personerna som figurerar i filmen spelas av deras barnbarn. 
Filmen spelades in 12-13 april 1997 i Ungdomsgården i Mariehamn (gamla slöjdsalen) och premiärvisades i Ålands landsting den 8 juni 1997.

## I rollerna

### Landstinget
| Landstinget            | Röstetal | Kommun     | Parti           | Skådespelare         | Släkt         |
| Julius Sundblom        | 5 528,67 | Mariehamn  | Ålandsrörelsen  | Jan-Erik Berglund    |               |
| Carl Björkman          | 2 707,06 | Mariehamn  | Ålandsrörelsen  | Ove Andersson        |               |
| Johannes Eriksson      | 1 727,00 | Finström   | Ålandsrörelsen  | Sune Eriksson        |               |
| August Karlsson        | 1 382,17 | Sund       | Ålandsrörelsen  | Karl-Anders Berglund |               |
| Viktor Strandfält      | 1 043,00 | Föglö      | Ålandsrörelsen  | Danne Sundman        |               |
| Arthur Gylling         | 1 036,20 | Mariehamn  | Ålandsrörelsen  | Kristoffer Gylling   | farfar        |
| Torsten Rothberg       | 870,55   | Mariehamn  | Ålandsrörelsen  | Patrik Rothberg      | farfar        |
| Uno Andersson          | 864,50   | Hammarland | Ålandsrörelsen  | J-O Lindqvist        |               |
| Anders Forsberg        | 680,10   | Brändö     | Ålandsrörelsen  | Karl Holmberg        |               |
| Jonatan Sjöblom        | 647,63   | Lemland    | Ålandsrörelsen  | Bengt Sjöblom        | farfar        |
| Fanny Sundström        | 575,67   | Sund       | Ålandsrörelsen  | Sol-Britt Eklund     | morfars kusin |
| August Karlsson        | 518,00   | Jomala     | Ålandsrörelsen  | Kenneth Österlund    |               |
| Otto Lindell           | 471,00   | Eckerö     | Ålandsrörelsen  | Helmer Wikblom       |               |
| Robert Rosenblad       | 431,75   | Saltvik    | Ålandsrörelsen  | Rune Sjöblom         |               |
| Julius Karlsson        | 400,49   | Sottunga   | Ålandsrörelsen  | Raul Petrell         | morfar        |
| Leonard Malen          | 398,54   | Lumparland | Ålandsrörelsen  | Jan-Peter Sjölund    |               |
| Johannes Holmberg      | 375,00   | Geta       | Ålandskommitten | Mats Adamczak        | morfar        |
| Karl Lindblom          | 370,07   | Vårdö      | Ålandsrörelsen  | Kaj Lybeck           |               |
| Oscar Bomansson        | 345,45   | Saltvik    | Ålandsrörelsen  | Hasse Svensson       |               |
| Carl Vilhelm Mattson   | 323,81   | Jomala     | Ålandsrörelsen  | Vilhard Lindholm     |               |
| Johan Emil Nordström   | 306,76   | Hammarland | Ålandsrörelsen  | Rolf Eriksson        |               |
| Frans Viktor Österlund | 296,38   | Lemland    | Ålandsrörelsen  | Karl-Göran Eriksson  |               |
| Johannes Troberg       | 287,83   | Geta       | Ålandsrörelsen  | Jan-Olof Öhberg      |               |
| Johan Karlström        | 272,68   | Jomala     | Ålandsrörelsen  | Tore Karlström       | farfar        |
| Erik Flodin            | 260,76   | Föglö      | Ålandsrörelsen  | Nils-Gustav Eriksson | mormors far   |
| Carl Carlsson          | 259,05   | Finström   | Ålandsrörelsen  | Sven Löfman          |               |
| Mathias Jansson        | 246,71   | Finström   | Ålandsrörelsen  | Olof Erland          | farfars bror  |
| Conrad Palmer          | 235,50   | Eckerö     | Ålandsrörelsen  | Carl-Gunnar Sjöberg  |               |
| Herman Mattsson        | 225,25   | Sund       | Ålandsrörelsen  | Knut Mattsson        | farbror       |
| Karl-Johan Blomroos    | 215,88   | Saltvik    | Ålandsrörelsen  | Bo Blomroos          | farfar        |

### Länsstyrelsen
| Länsstyrelsen    | ”Parti”               | Skådespelare   |                             |
| William Isaksson | Självstyrelserörelsen | Holger Thors   | Landshövding                |
| Walter Johansson | Självstyrelserörelsen | Leif Johansson | Landshövdingens sekreterare |

### Delegater från illegala landstinget
| Illegala landstinget | Parti           | Skådespelare         |         |
| Karl Isedor Alm      | Ålandskommitten | Kalle Alm            | delegat |
| Theodor Bertell      | Ålandskommitten | Rolf Eriksson        | delegat |
| J.E Eriksson         | Ålandskommitten | Karl-Anders Lindholm | delegat |
| Karl Sviberg         | Ålandskommitten | Folke Sviberg        | delegat |

## Filmdata
| Längd                        | 17 minuter                                  |
| Produktionsbolag:            | Weman Media Ab                              |
| Språk                        | svenska                                     |
| Garderob                     | Teaterföreningen i Mariehamn                |
| Kostymör                     | Margareta Husell och Ålands Ungdomsförbund  |
| Sminkör                      | Tiina Lindqvist                             |
| Personregi                   | Ulf Weman                                   |
| Foto                         | Christian Stormbom och Robert Jansson       |
| Bild- och ljudproduktion     | Christian Stormbom                          |
| Idé, textmanus och berättare | Hasse Svensson (Föreningen Norden på Åland) |
| Producent                    | Uffe Schröder (Ålands Ungdomsförbund)       |
| Format                       | Färg 4:3 (PAL)                              |